# 3101-es mellékút (Magyarország)
A 3101-es számú mellékút egy körülbelül 20 kilométer hosszú mellékút Pest vármegye, illetve Budapest területén, a kelet-pesti agglomerációban a fővároshoz legközelebb fekvő települések egyik fontos összekötő útja észak-déli irányban.

## Nyomvonala

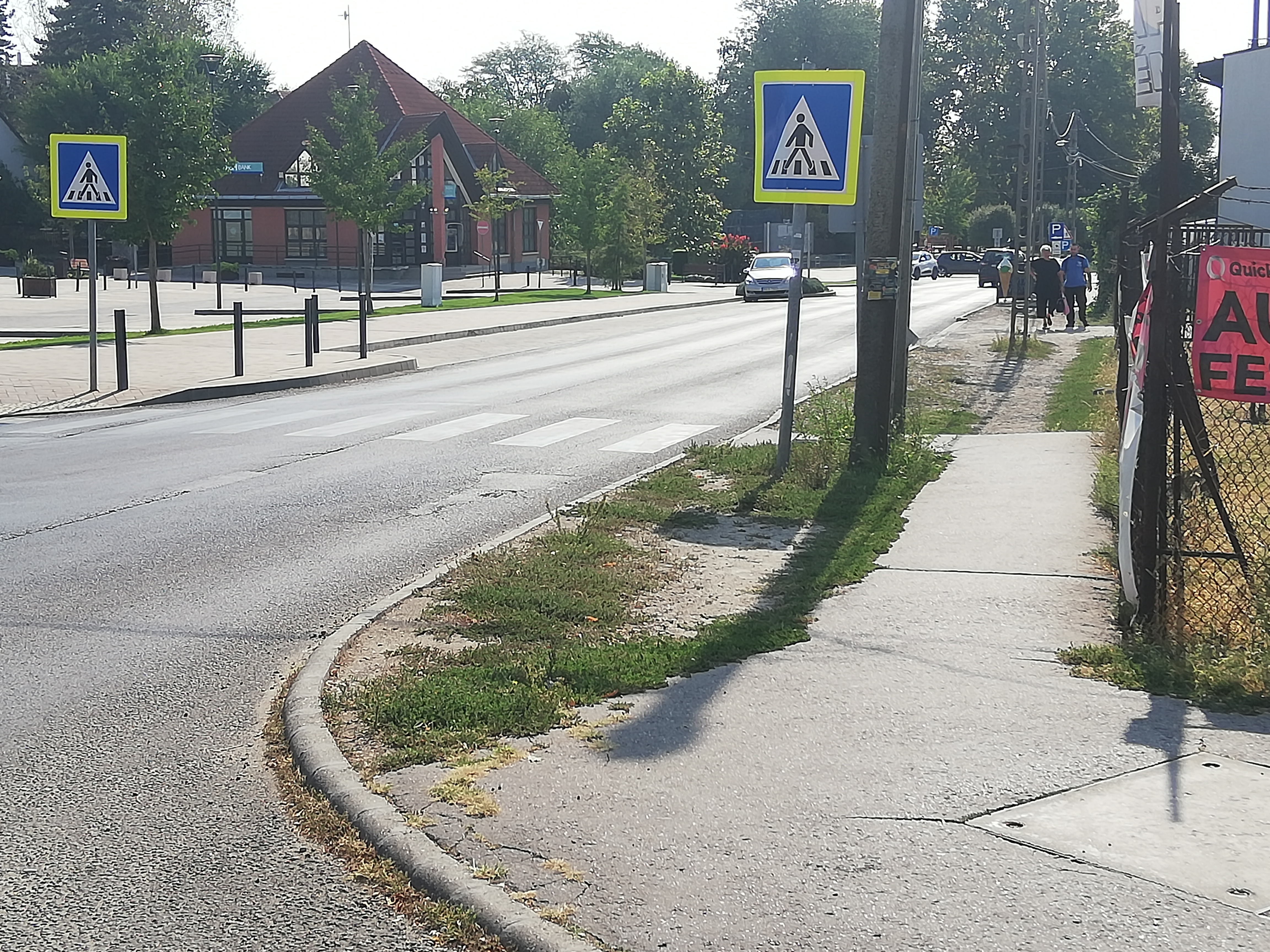
Az út Kistarcsa központjából Nagytarcsa (délkelet) felé nézve (Széchenyi utca)

A 3-as főútból ágazik ki, annak a 19+400-as kilométerszelvénye közelében, Kistarcsa központjában. Délkelet felé indul, majd pár méter után rögtön délnyugat felé fordul, itt a települési neve Ifjúság tér. Még 200 méter előtt kiágazik belőle a 21 304-es út, ami a gödöllői HÉV kistarcsai megállóhelyéhez vezet. 90 fokos irányváltás után ismét délkelet felé folytatódik, Széchenyi utca néven. További több másik irányváltás után, előbb Kossuth Lajos utca, majd Nagytarcsai út nevet felvéve, 2,5 kilométer megtétele után lép át Nagytarcsa területére.
Ott szintén Kossuth Lajos út az első szakasza, délkeleti, majd Zrínyi Miklós utca, déli irányban haladva. 3,5 kilométer megtétele előtt találkozik a 3102-es úttal, amely itt már az 5. kilométerénél jár. Fél kilométernyi közös szakaszuk következik, keleti irányban, Rákóczi utca néven, majd a nagytarcsai evangélikus templom mellett a két út ismét szétválik. A 3101-es itt a 4. kilométerét éri el, Petőfi Sándor út néven halad dél felé, az 5+750-es kilométerszelvényéig, ott lép át Budapest (Rákoscsaba-Újtelep) területére. Budapesti szakasza nem országos közút, hanem budapesti önkormányzati út.
Rögtön ezután érkezik az M0-s csomópontba, amelynek átkötő ágai: előbb a 90 838-as a 3101-esről Budakalász felé, a 90 837-es Törökbálint felől a 3101-esre, majd a túloldalon a 90 842-es Budakalász felől a 3101-esre és végül a 90 843-as a 3101-es felől Törökbálint felé. Közvetlenül egyébként egyik átkötő út sem találkozik az M0-ssal, a kapcsolatot két szervizút biztosítja, melyek közül Budakalász felé a 90 834-es, Törökbálint felé pedig a 90 841-es húzódik.
Rákoscsaba megállóhely térségében keresztezi az út a Budapest–Hatvan-vasútvonalat, a neve odáig Tarcsai út, onnantól Czeglédi Mihály utca; egy rövid szakaszon a Péceli útra (a 3103-as út Budapesten belüli szakaszára) fordul, majd a Zrínyi utcán halad végig, közben keresztezve a 31-es főút budapesti szakaszát, a Pesti utat is. Nagyjából a 12. kilométerének teljesítése után lép át Ecser területére.
Itt eleinte Rákóczi út néven halad, déli, majd lassanként az újszászi vasút vágányai mellé simulva délkeleti irányban, kicsit később ismét eltávolodik a sínektől, és kelet felé haladva beér a település központjába. A 14+100-as kilométerszelvénye közelében délnek fordul, ott ágazik ki belőle a 3111-es út. A folytatásban előbb a Széchenyi utca, majd újabb irányváltással, délnyugat felé haladva a Zrínyi utca nevet veszi fel, ezen a néven keresztezi az újszászi vasutat, nem messze Ecser megállóhelytől keletre. Ecseri belterületen az utolsó szakasza az Ady Endre utca nevet viseli.
15,9 kilométer megtétele után ágazik ki, egy körforgalmi csomóponttól délkelet felé a 31 110-es út; a körforgalom ötágúra lett tervezve, de a többi ág még nem épült ki. Innentől déli, sőt dél-délkeleti irányban halad, amíg meg nem közelíti az itt már hasonló irányban haladó M0-st; legközelebb ott járnak egymáshoz, ahol Ecser, Vecsés és Üllő települések hármashatára van. A 3101-es itt átlép Vecsésre, egy ideig Vecsés és Üllő határvonalához simul, ismét délnyugati irányt véve, majd visszahúzódik vecsési területre.
A 19+650-es kilométerszelvényénél, felüljáróval keresztezi az M4-es autóutat; a csomópont átkötő ágai, a találkozási pontok sorrendjében, előbb a 40 432-es, Szolnok felől a 3101-esre, majd a 40 433-as a 3101-esről Budapest felé; a túloldalon a 40 429-es Budapest felől a 3101-esre és a 40 432-es a 3101-esről Szolnok felé. A 4-es főútba csatlakozva ér véget, annak 23+800-as kilométerszelvénye közelében, Vecsés külterületén.
Teljes hossza, az országos közutak térképes nyilvántartását szolgáló kira.gov.hu adatbázisa szerint 20,435 kilométer.

## Története
1934-ben a kereskedelem- és közlekedésügyi miniszter 70 846/1934. számú rendelete a teljes hosszában harmadrendű főúttá nyilvánította, 302-es útszámozással. A döntés érdekessége, hogy a rendelet alapján 1937-ban készített térkép az útvonalat még szinte teljes hosszában kiépítetlenként tünteti fel.

## Települések az út mentén
- Kistarcsa
- Nagytarcsa
- Budapest XVII. kerülete
- Ecser
- (Üllő)
- Vecsés